# Lago Sochagota
Sochagota es un lago artificial creado para proporcionar potencial turístico de Paipa, ubicado en la zona hotelera del  municipio de Paipa, en el departamento de Boyacá, al nororiente de Colombia.
El lago Sochagota es construido sobre un humedal natural donde confluían las aguas de la quebrada Honda y la quebrada el Salitre, así como las aguas termomineralizadas que brotan del sistema geotérmico de Paipa. El lago hace parte del Distrito Regional de Manejo Integrado –DRMI- del lago Sochagota, el cual ha ido recuperando su memoria  como ecosistema fundamental para la biodiversidad de la región central de Boyacá, albergando una gran variedad de plantas, aves, peces, insectos, reptiles y mamíferos en sus inmediaciones y a lo largo de toda la cuenca hídrica que lo alimenta; cuenca colindante con el páramo de la Cortadera, que hace parte del complejo de páramos Tota- Bijagual- Mamapacha 

## Historia
Aún no se sabe el origen de la palabra Sochagota; ya que la palabra Socha figura en el diccionario chibcha como "agua de la luna", Sochagota podría significar "gota de agua de la luna". Cuando en 1956 se hizo el lago artificial de Paipa, se le bautizó con el nombre Sochagota. 
Otra posibilidad aunque no fundamentada, es que el nombre corresponde a un ingenioso juego de palabras relacionadas con el anglicismo "such-a-gota" para referirse a la considerable extensión del lago, mezclándolo simultáneamente con palabras en castellano.
La idea de construir el lago fue de Emiro Fonseca Franky, en 1955 cuando era gobernador Olivo Torres y con la ayuda de Gustavo Rojas Pinilla, el Estado construyó la obra.

## Características
El lago ocupa una superficie de 1.6 kilómetros, con un volumen de agua almacenada de 4,5 millones de metros cúbicos. Es abastecido por la quebrada El Salitre y otros afluentes menores localizados al occidente del lago.